# Gare de Poissy
Gare de Poissy vasútállomás és RER állomás Franciaországban, Poissy településen.

## Vasútvonalak
Az állomást az alábbi vasútvonalak érintik:
- Párizs–Le Havre-vasútvonal

## Kapcsolódó állomások
A vasútállomáshoz az alábbi állomások vannak a legközelebb:
- Gare de Villennes-sur-Seine (Gare de Vernon, Transilien J vonal)
- Gare d’Achères - Grand-Cormier (Gare de Boissy-Saint-Léger, A RER-vonal)
- Gare de Houilles - Carrières-sur-Seine (Paris Gare Saint-Lazare, Transilien J vonal)

## Lásd még
- Franciaország vasútállomásainak listája
- A RER állomásainak listája